# Elevation Worship

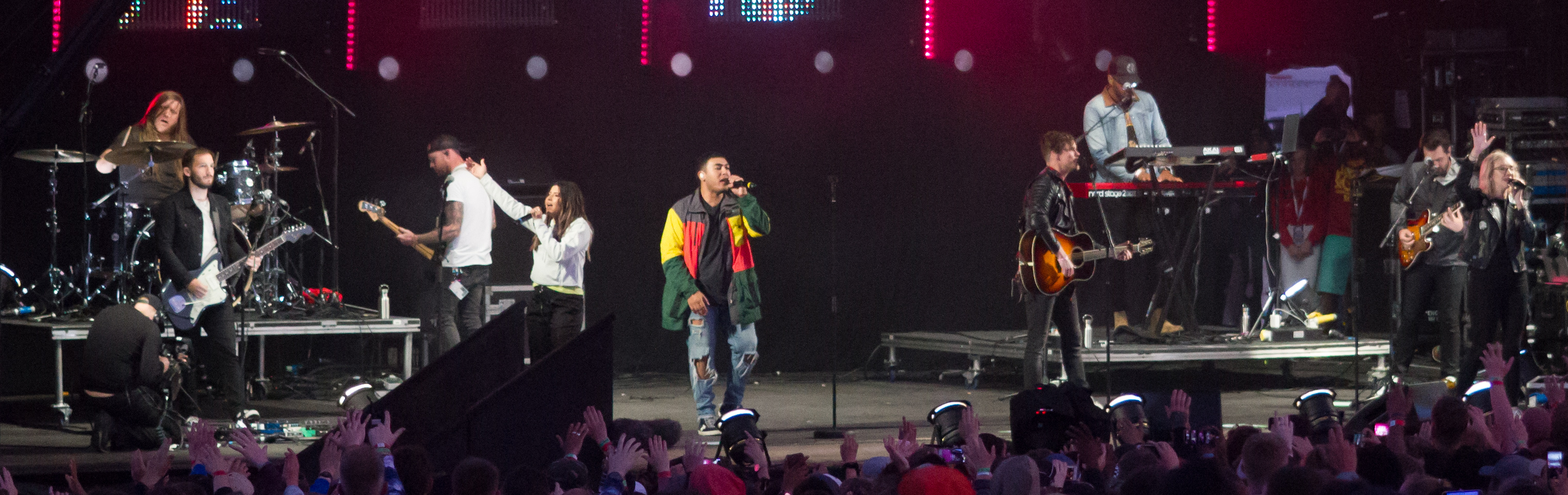
Elevation Worship bei einem Auftritt (2019)

Elevation Worship ist eine US-amerikanische Lobpreis-Band aus Charlotte (Bundesstaat North Carolina). Nach eigener Darstellung möchte Elevation Worship eine Atmosphäre kreieren, in der Menschen Jesus in einer persönlichen und echten Art kennenlernen.

## Geschichte
Elevation Worship entstand 2007 aus der Lobpreisgruppe der Elevation Church in Charlotte. Dort spielt sie im Gottesdienst, geht aber auch auf weltweite Tourneen und veröffentlicht regelmäßig sowohl Studio- als auch Livealben. Das Album Hallelujah Here Below wurde 2018 für einen Grammy nominiert. 2019 hatten sie in Bremen ihren ersten Auftritt in Deutschland.
Im Jahr 2020 veröffentlichte die Band den Song The Blessing gemeinsam mit Kari Jobe & Cody Carnes. Das Lied wurde weltweit bekannt und von zahlreichen Künstler gecovert. Das deutsche Cover vom Gebetshaus Augsburg erreichte über mehrere Millionen Aufrufe auf YouTube und Spotify.
Im Jahr 2020 war Elevation Worship in mehreren Kategorien des Grammy Awards nominiert, unter anderem für ihr Album Old Church Basement.

## Diskografie

### Studioalben
| Jahr | Titel                | Höchstplatzierung, Gesamtwochen, AuszeichnungChartplatzierungen (Jahr, Titel, Platzierungen, Wochen, Auszeichnungen, Anmerkungen) | Höchstplatzierung, Gesamtwochen, AuszeichnungChartplatzierungen (Jahr, Titel, Platzierungen, Wochen, Auszeichnungen, Anmerkungen) | Höchstplatzierung, Gesamtwochen, AuszeichnungChartplatzierungen (Jahr, Titel, Platzierungen, Wochen, Auszeichnungen, Anmerkungen) | Anmerkungen                             |
| Jahr | Titel                | CH | US | Christ | Anmerkungen                             |
| ---- | -------------------- | --- | --- | --- | --------------------------------------- |
| 2010 | Kingdom Come         | — | — | Christ17 (1 Wo.)Christ | Erstveröffentlichung: 7. September 2010 |
| 2017 | Lo harás otra vez    | — | — | Christ28 (1 Wo.)Christ | Erstveröffentlichung: 18. August 2017   |
| 2024 | When Wind Meets Fire | — | US193 (1 Wo.)US | Christ1 (… Wo.)Christ | Erstveröffentlichung: 12. Juli 204      |

Weitere Studioalben
- 2007: The Sound
- 2008: We Are Alive
- 2009: God with Us
- 2019: Aleluya en la tierra

### Livealben
| Jahr | Titel                                  | Höchstplatzierung, Gesamtwochen, AuszeichnungChartplatzierungen (Jahr, Titel, Platzierungen, Wochen, Auszeichnungen, Anmerkungen) | Höchstplatzierung, Gesamtwochen, AuszeichnungChartplatzierungen (Jahr, Titel, Platzierungen, Wochen, Auszeichnungen, Anmerkungen) | Höchstplatzierung, Gesamtwochen, AuszeichnungChartplatzierungen (Jahr, Titel, Platzierungen, Wochen, Auszeichnungen, Anmerkungen) | Anmerkungen                                                  |
| Jahr | Titel                                  | CH | US | Christ | Anmerkungen                                                  |
| ---- | -------------------------------------- | --- | --- | --- | ------------------------------------------------------------ |
| 2011 | For the Honor                          | — | US193 (1 Wo.)US | Christ19 (8 Wo.)Christ | Erstveröffentlichung: 22. November 2011                      |
| 2013 | Nothing Is Wasted                      | — | US41 (2 Wo.)US | Christ1 (3 Wo.)Christ | Erstveröffentlichung: 19. Februar 2013                       |
| 2014 | Only King Forever                      | — | US23 (2 Wo.)US | Christ2 (8 Wo.)Christ | Erstveröffentlichung: 14. Januar 2014                        |
| 2014 | Wake Up the Wonder                     | — | US58 (1 Wo.)US | Christ1 (16 Wo.)Christ | Erstveröffentlichung: 25. November 2014                      |
| 2016 | Here as in Heaven                      | — | US15 Gold · (3 Wo.)US | Christ1 (441 Wo.)Christ | Erstveröffentlichung: 5. Februar 2016 Verkäufe: + 500.000    |
| 2017 | There Is a Cloud                       | — | US11 (2 Wo.)US | Christ1 (198 Wo.)Christ | Erstveröffentlichung: 17. März 2017                          |
| 2017 | Acoustic Sessions                      | — | — | Christ8 (1 Wo.)Christ | Erstveröffentlichung: 20. Oktober 2017                       |
| 2018 | Hallelujah Here Below                  | — | US25 (2 Wo.)US | Christ2 (121 Wo.)Christ | Erstveröffentlichung: 28. September 2018                     |
| 2019 | Paradoxology                           | — | — | Christ4 (6 Wo.)Christ | Erstveröffentlichung: 12. April 2019                         |
| 2020 | Graves into Gardens                    | CH47 (1 Wo.)CH | US34 (3 Wo.)US | Christ1 (… Wo.)Christ | Erstveröffentlichung: 1. Mai 2020                            |
| 2021 | Graves into Gardens: Morning & Evening | — | — | Christ25 (1 Wo.)Christ | Erstveröffentlichung: 8. Januar 2021                         |
| 2021 | Old Church Basement                    | CH93 (1 Wo.)CH | US30 (5 Wo.)US | Christ1 (… Wo.)Christ | Erstveröffentlichung: 30. April 2021 mit Maverick City Music |
| 2022 | Lion                                   | CH83 (1 Wo.)CH | US80 (1 Wo.)US | Christ2 (… Wo.)Christ | Erstveröffentlichung: 4. März 2022                           |
| 2022 | Lion: Live from the Loft               | — | — | Christ24 (1 Wo.)Christ | Erstveröffentlichung: 19. August 2022                        |
| 2023 | Can You Imagine?                       | — | US197 (1 Wo.)US | Christ1 (… Wo.)Christ | Erstveröffentlichung: 19. Mai 2023                           |

Weitere Livealben
- 2018: Evidence

### EPs
| Jahr | Titel       | Höchstplatzierung, Gesamtwochen, AuszeichnungChartplatzierungen (Jahr, Titel, Platzierungen, Wochen, Auszeichnungen, Anmerkungen) | Höchstplatzierung, Gesamtwochen, AuszeichnungChartplatzierungen (Jahr, Titel, Platzierungen, Wochen, Auszeichnungen, Anmerkungen) | Anmerkungen                           |
| Jahr | Titel       | US | Christ | Anmerkungen                           |
| ---- | ----------- | --- | --- | ------------------------------------- |
| 2019 | At Midnight | US149 (1 Wo.)US | Christ2 (47 Wo.)Christ | Erstveröffentlichung: 30. August 2019 |

Weitere EPs
- 2010: Kingdom Come Remix EP
- 2012: Nothing Is Wasted EP
- 2014: Raised to Life
- 2016: Speak Revival
- 2017: O Come to the Altar
- 2018: Do It Again
- 2018: Resurrecting
- 2020: A la medianoche

### Singles
| Jahr | Titel                                                              | Höchstplatzierung, Gesamtwochen, AuszeichnungChartsChartplatzierungen (Jahr, Titel, Platzierungen, Wochen, Auszeichnungen, Anmerkungen) | Anmerkungen |
| Jahr | Titel                                                              | Christ | Anmerkungen |
| --- | ------------------------------------------------------------------ | --- | --- |
| 2015 | Unstoppable God Wake Up the Wonder                                 | Christ39 Gold · (2 Wo.)Christ | Erstveröffentlichung: 18. Dezember 2015 Verkäufe: + 500.000                                                           |
| 2017 | O Come to the Altar Here as in Heaven                              | Christ2 ×2Doppelplatin · (74 Wo.)Christ                                                                                                 | Erstveröffentlichung: 6. Oktober 2017 Verkäufe: + 2.000.000                                                           |
| 2018 | Do It Again There Is a Cloud                                       | Christ5 Platin · (33 Wo.)Christ | Erstveröffentlichung: 23. Februar 2018 Verkäufe: + 1.000.000                                                          |
| 2018 | Won’t Stop Now Hallelujah Here Below                               | Christ24 (12 Wo.)Christ | Erstveröffentlichung: 3. August 2018                                                                                  |
| 2018 | Here Again Hallelujah Here Below                                   | Christ20 Gold · (20 Wo.)Christ | Erstveröffentlichung: 17. August 2018 Verkäufe: + 500.000                                                             |
| 2018 | Echo Hallelujah Here Below                                         | Christ18 Gold · (26 Wo.)Christ | Erstveröffentlichung: 31. August 2018 Verkäufe: + 500.000; feat. Tauren Wells                                         |
| 2018 | Hallelujah Here Below                                              | Christ24 (4 Wo.)Christ | Erstveröffentlichung: 14. September 2018                                                                              |
| 2018 | Resurrecting Here as in Heaven                                     | Christ3 Gold · (52 Wo.)Christ | Erstveröffentlichung: 21. September 2018 Verkäufe: + 500.000                                                          |
| 2019 | With You Paradoxology                                              | Christ22 (20 Wo.)Christ | Erstveröffentlichung: 5. April 2019                                                                                   |
| 2019 | See a Victory At Midnight                                          | Christ5 Platin · (51 Wo.)Christ | Erstveröffentlichung: 9. August 2019 Verkäufe: + 1.000.000                                                            |
| 2019 | Never Lost –                                                       | Christ36 (11 Wo.)Christ | Erstveröffentlichung: 1. November 2019                                                                                |
| 2020 | Graves Into Gardens (Live) Graves Into Gardens                     | Christ1 Platin · (57 Wo.)Christ | Erstveröffentlichung: 13. März 2020 Verkäufe: + 1.000.000; feat. Brandon Lake                                         |
| 2020 | The Blessing (Live) Graves Into Gardens                            | Christ2 Platin · (39 Wo.)Christ | Erstveröffentlichung: 20. März 2020 Verkäufe: + 1.000.000; mit Kari Jobe & Cody Carnes                                |
| 2020 | My Testimony (Live) Graves Into Gardens                            | Christ24 (16 Wo.)Christ | Erstveröffentlichung: 3. April 2020                                                                                   |
| 2020 | Rattle! (Live) Graves Into Gardens                                 | Christ4 Gold · (43 Wo.)Christ | Erstveröffentlichung: 24. April 2020 Verkäufe: + 500.000                                                              |
| 2021 | Jireh Old Church Basement                                          | Christ8 ×2Doppelplatin · (26 Wo.)Christ                                                                                                 | Erstveröffentlichung: 26. März 2021 Verkäufe: + 2.000.000; mit Maverick City Music feat. Chandler Moore & Naomi Raine |
| 2021 | Talking to Jesus Old Church Basement                               | Christ9 Gold · (20 Wo.)Christ | Erstveröffentlichung: 9. April 2021 Verkäufe: + 500.000; mit Maverick City Music feat. Brandon Lake                   |
| 2021 | Wait on You Old Church Basement                                    | Christ9 Gold · (22 Wo.)Christ | Erstveröffentlichung: 23. April 2021 Verkäufe: + 500.000; mit Maverick City Music feat. Dante Bowe & Chandler Moore   |
| 2021 | Might Get Loud Lion                                                | Christ20 (1 Wo.)Christ | Erstveröffentlichung: 20. August 2021 feat. Chris Brown, Brandon Lake & Tiffany Hudson                                |
| 2022 | Same God Lion                                                      | Christ1 Gold · (55 Wo.)Christ | Erstveröffentlichung: 21. Januar 2022 Verkäufe: + 500.000; feat. Jonsal Barrientes                                    |
| 2022 | What I See Lion                                                    | Christ28 (19 Wo.)Christ | Erstveröffentlichung: 4. Februar 2022 feat. Chris Brown                                                               |
| 2022 | This Is the Kingdom Lion                                           | Christ27 (8 Wo.)Christ | Erstveröffentlichung: 19. Februar 2022 feat. Pat Barrett                                                              |
| 2023 | More Than Able Can You Imagine?                                    | Christ7 Gold · (26 Wo.)Christ | Erstveröffentlichung: 24. März 2023 Verkäufe: + 500.000; feat. Chandler Moore & Tiffany Hudson                        |
| 2023 | Trust in God Can You Imagine?                                      | Christ2 Platin · (52 Wo.)Christ | Erstveröffentlichung: 28. April 2023 Verkäufe: + 1.000.000; feat. Chris Brown                                         |
| 2024 | Another One When Wind Meets Fire                                   | Christ14 (21 Wo.)Christ | Erstveröffentlichung: 9. Februar 2024 feat. Chris Brown                                                               |
| 2024 | All of a Sudden When Wind Meets Fire                               | Christ22 (7 Wo.)Christ | Erstveröffentlichung: 5. April 2024 feat. Tiffany Hudson & Chris Brown                                                |
| 2024 | Sure Been Good When Wind Meets Fire                                | Christ15 (20 Wo.)Christ | Erstveröffentlichung: 17. Mai 2024 feat. Tiffany Hudson                                                               |
| 2024 | What a Miracle When Wind Meets Fire                                | Christ26 (7 Wo.)Christ | Erstveröffentlichung: 28. Juni 2024 mit Leeland feat. Chris Brown                                                     |
| 2024 | God Is Not Against Me –                                            | Christ24 (20 Wo.)Christ | Erstveröffentlichung: 27. September 2024                                                                              |
| 2025 | I Know a Name –                                                    | Christ5 (… Wo.)Christ | Erstveröffentlichung: 14. Februar 2025 feat. Chris Brown & Brandon Lake                                               |
| Folgende Lieder erschienen nicht als Single, wurden aber durch das Album zum Download und Streaming bereitgestellt und konnten somit eine Platzierung erlangen: |                                                                    | | |
| |                                                                    | | |
| 2014 | Only King Forever                                                  | Christ50 (1 Wo.)Christ | |
| 2014 | Raised to Life                                                     | Christ35 (1 Wo.)Christ | |
| 2014 | Jesus I Come (Live) Raised to Life                                 | Christ36 (1 Wo.)Christ | |
| 2016 | Here as in Heaven                                                  | Christ17 Platin · (21 Wo.)Christ | Verkäufe: + 1.000.000                                                                                                 |
| 2016 | Fullness Speak Revival                                             | Christ24 (23 Wo.)Christ | |
| 2016 | Do It Again Speak Revival                                          | Christ18 (21 Wo.)Christ | |
| 2017 | There Is a Cloud                                                   | Christ25 (25 Wo.)Christ | |
| 2017 | Overcome There Is a Cloud                                          | Christ37 (2 Wo.)Christ | |
| 2017 | Yours (Glory and Praise) There Is a Cloud                          | Christ33 (5 Wo.)Christ | |
| 2017 | Uncontainable Love There Is a Cloud                                | Christ48 (1 Wo.)Christ | |
| 2017 | Here in the Presence There Is a Cloud                              | Christ46 (1 Wo.)Christ | |
| 2018 | Here Comes Heaven Hallelujah Here Below                            | Christ36 (3 Wo.)Christ | |
| 2019 | Hallelujah Here Below Paradoxology                                 | Christ24 (4 Wo.)Christ | feat. Steffany Gretzinger                                                                                             |
| 2019 | Paradoxology                                                       | Christ33 (1 Wo.)Christ | |
| 2019 | Echo Paradoxology                                                  | Christ32 (2 Wo.)Christ | |
| 2019 | Mighty God (Another Hallelujah) Paradoxology                       | Christ46 (1 Wo.)Christ | |
| 2019 | Gone At Midnight                                                   | Christ23 (9 Wo.)Christ | |
| 2019 | It Is So At Midnight                                               | Christ27 (9 Wo.)Christ | |
| 2019 | Love Won’t Give Up At Midnight                                     | Christ30 (3 Wo.)Christ | |
| 2020 | Available Graves into Gardens                                      | Christ29 (10 Wo.)Christ | |
| 2020 | Never Lost Graves into Gardens                                     | Christ31 (21 Wo.)Christ | feat. Tauren Wells |
| 2020 | What Would You Do Graves into Gardens                              | Christ33 (3 Wo.)Christ | feat. Isaiah Templeton                                                                                                |
| 2020 | There Is a King Graves into Gardens                                | Christ34 (1 Wo.)Christ | |
| 2020 | No One Beside Graves Into Gardens                                  | Christ38 (1 Wo.)Christ | |
| 2020 | Have My Heart (Vamp) Graves into Gardens                           | Christ41 (1 Wo.)Christ | |
| 2020 | Authority Graves into Gardens                                      | Christ43 (1 Wo.)Christ | |
| 2021 | Rattle! (Morning & Evening) Graves into Gardens: Morning & Evening | Christ39 (1 Wo.)Christ | |
| 2021 | Old Church Basement                                                | Christ15 Gold · (17 Wo.)Christ | Verkäufe: + 500.000; mit Maverick City Music feat. Dante Bowe                                                         |
| 2021 | Mercy Old Church Basement                                          | Christ18 (17 Wo.)Christ | Maverick City Music feat. Chris Brown                                                                                 |
| 2021 | Million Little Miracles Old Church Basement                        | Christ23 (18 Wo.)Christ | Maverick City Music feat. Joe L Barnes                                                                                |
| 2021 | Shall Not Want Old Church Basement                                 | Christ24 (14 Wo.)Christ | Maverick City Music feat. Chandler Moore                                                                              |
| 2021 | Build Your Church Old Church Basement                              | Christ25 (3 Wo.)Christ | Maverick City Music feat. Naomi Raine & Chris Brown                                                                   |
| 2021 | Used to This Old Church Basement                                   | Christ27 (7 Wo.)Christ | Maverick City Music feat. Naomi Raine & Brandon Lake                                                                  |
| 2021 | Come Again Old Church Basement                                     | Christ29 (5 Wo.)Christ | Maverick City Music feat. Brandon Lake & Chandler Moore                                                               |
| 2021 | Names Old Church Basement                                          | Christ31 (3 Wo.)Christ | Maverick City Music feat. Tiffany Hudson                                                                              |
| 2021 | Before and After Old Church Basement                               | Christ34 (2 Wo.)Christ | Maverick City Music feat. Amanda Lindsey Cook                                                                         |
| 2022 | Lion                                                               | Christ16 Gold · (32 Wo.)Christ | Verkäufe: + 500.000; feat. Chris Brown & Brandon Lake                                                                 |
| 2022 | Dancing Lion                                                       | Christ38 (2 Wo.)Christ | feat. Joe L Barnes & Tiffany Hudson                                                                                   |
| 2022 | Bye Bye Babylon Lion                                               | Christ42 (1 Wo.)Christ | feat. Valley Boys |
| 2022 | Water Is Wild Lion                                                 | Christ44 (1 Wo.)Christ | feat. Chris Brown & Brandon Lake                                                                                      |
| 2022 | Forever YHWH Lion                                                  | Christ49 (1 Wo.)Christ | feat. Tiffany Hudson                                                                                                  |
| 2023 | Praise Can You Imagine?                                            | Christ1 Gold · (111 Wo.)Christ | Verkäufe: + 500.000; feat. Brandon Lake, Chris Brown & Chandler Moore                                                 |
| 2023 | Jehovah Can You Imagine?                                           | Christ19 (19 Wo.)Christ | feat. Chris Brown |
| 2023 | Make a Way Can You Imagine?                                        | Christ25 (7 Wo.)Christ | feat. Chandler Moore & Brandon Lake                                                                                   |
| 2023 | No Body Can You Imagine?                                           | Christ28 (3 Wo.)Christ | feat. Jonsal Barrientes                                                                                               |
| 2023 | Runnin Can You Imagine?                                            | Christ30 (5 Wo.)Christ | feat. Brandon Lake |
| 2023 | Been So Good Can You Imagine?                                      | Christ34 (21 Wo.)Christ | feat. Tiffany Hudson                                                                                                  |
| 2024 | When Wind Meets Fire                                               | Christ9 (1 Wo.)Christ | feat. Chris Brown & Tiffany Hudson                                                                                    |
| 2024 | Yahweh We <3 You When Wind Meets Fire                              | Christ21 (20 Wo.)Christ | feat. Joe L Barnes |
| 2024 | New Thing Coming When Wind Meets Fire                              | Christ28 (8 Wo.)Christ | feat. Tiffany Hudson & Steven Furtick                                                                                 |
| 2024 | Owe You Praise When Wind Meets Fire                                | Christ41 (4 Wo.)Christ | feat. Chandler Moore                                                                                                  |
| 2024 | God Is Not Against Me When Wind Meets Fire                         | Christ45 (1 Wo.)Christ | feat. Jonsal Barrientes & Tiffany Hudson                                                                              |
| 2024 | Faithful Then / Faithful Now When Wind Meets Fire                  | Christ46 (1 Wo.)Christ | feat. Chris Brown |
| 2024 | Always On Time When Wind Meets Fire                                | Christ48 (1 Wo.)Christ | feat. Bella Cordero                                                                                                   |

Weitere Singles
- 2010: Kingdom Come
- 2011: Angels We Have Heard on High
- 2019: Encuéntrame otra vez
- 2019: Eco